# اچ‌ام‌اس لای (۱۷۷۶)
اچ‌ام‌اس لای (۱۷۷۶) (به انگلیسی: HMS Fly (1776)) یک کشتی بود. این کشتی در سال ۱۷۷۶ ساخته شد.